# İlkay Gündoğan
İlkay Gündoğan (phát âm tiếng Thổ Nhĩ Kỳ: [ˈˈilkaj gyndoaːn], sinh ngày 24 tháng 10 năm 1990) là một cầu thủ bóng đá chuyên nghiệp người Đức hiện đang thi đấu ở vị trí tiền vệ cho câu lạc bộ Premier League Manchester City. Anh nổi tiếng nhờ lối chơi giàu kỹ thuật, khả năng lãnh đạo, tinh thần thi đấu trên sân, khả năng phân phối bóng và nhãn quan chiến thuật tốt.
Gündoğan đến từ học viện đào tạo trẻ của VfL Bochum. Năm 2008, anh bắt đầu chơi cho đội dự bị của câu lạc bộ trước khi gia nhập 1. FC Nürnberg vào mùa giải tiếp theo. Sau đó, anh được Borussia Dortmund mua lại vào năm 2011, giành cú đúp danh hiệu Bundesliga và DFB-Pokal trong mùa giải đầu tiên. Năm 2013, anh giúp die Borussen lọt vào Chung kết UEFA Champions League lần đầu tiên kể từ năm 1997. Mùa hè năm 2016, sau tổng cộng 157 trận và 15 bàn thắng cho Dortmund, Gündoğan đã chuyển đến Manchester City với mức phí chuyển nhượng ước tính là 27 triệu euro. Anh đã vô địch Premier League vào các năm 2018, 2019, 2021, 2022, 2023, EFL Cup vào các năm 2018, 2019, 2020, 2021, và FA Cup vào năm 2019, 2023.
Gündoğan có trận ra mắt chuyên nghiệp cho đội tuyển Đức vào năm 2011 sau khi trước đó được ra sân thi đấu cho các đội trẻ Đức ở các cấp độ U-18, U-19, U-20 và U-21. Anh được chọn vào đội tuyển Đức tham dự UEFA Euro 2012, FIFA World Cup 2018, UEFA Euro 2020, FIFA World Cup 2022 và UEFA Euro 2024.

## Thiếu thời
Gündoğan sinh ra ở Gelsenkirchen, Nordrhein-Westfalen với cha mẹ là người Thổ Nhĩ Kỳ. Ông nội của anh là một người lao động nhập cư đã chuyển từ Balıkesir, Thổ Nhĩ Kỳ, đến vùng Ruhr của Đức để làm thợ mỏ. Trong khi đó, bà nội anh ở lại Thổ Nhĩ Kỳ cùng các con, nơi chúng lớn lên và đi học.

## Sự nghiệp cấp câu lạc bộ

### Sự nghiệp ban đầu

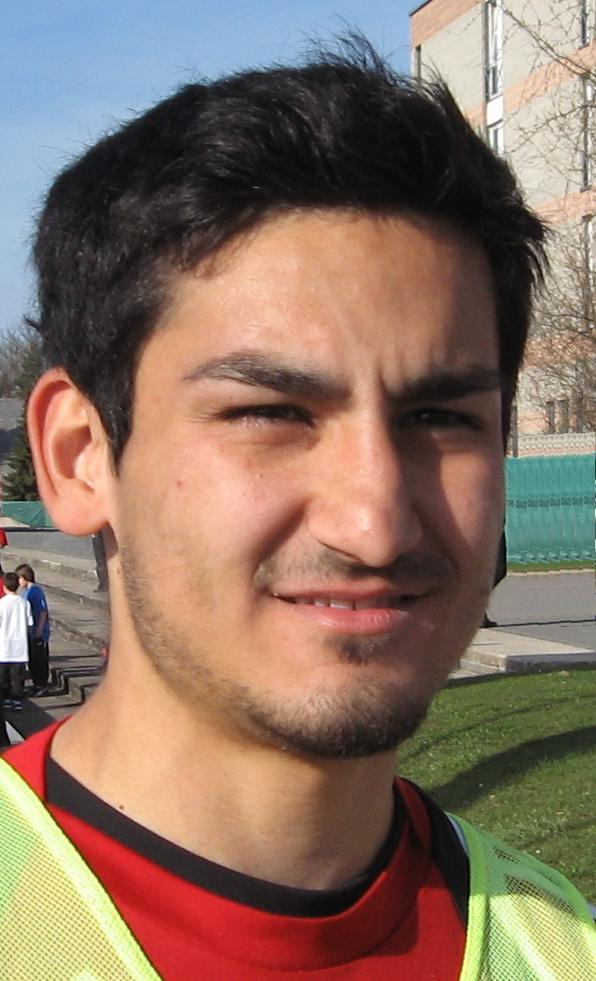
Gündoğan với FC Nürnberg năm 2010

Lớn lên ở Gelsenkirchen, mối quan hệ thời thơ ấu của Gündoğan là với Schalke 04, anh đã có một khoảng thời gian ngắn khi mới 8 tuổi trước khi buộc phải nghỉ thi đấu hoàn toàn vì các vấn đề về chiều cao. Sau đó, anh ấy thú nhận rằng đây là một trong những nỗi thất vọng tồi tệ nhất trong cuộc đời anh ấy, điều khiến anh ấy từ chối Schalke khi câu lạc bộ đề nghị đăng ký lại anh ấy khi anh ấy 13 tuổi, vì sợ rằng anh ấy sẽ lại thất vọng lần nữa.
Gündoğan cuối cùng đã thông qua hệ thống trẻ của VfL Bochum. Năm 2008, anh bắt đầu chơi cho đội dự bị của câu lạc bộ trước khi ký hợp đồng với 2. Bundesliga câu lạc bộ FC Nürnberg vào năm 2009. Trong trận đấu Bundesliga thứ tư của anh ấy, vào ngày 19 tháng 9 năm 2009, trước Bayern Munich, anh đã có lần đầu tiên kiến tạo. Bàn thắng đầu tiên của anh cho Nürnberg là vào ngày 20 tháng 2 năm 2010 trong trận đấu trên sân nhà với Bayern Munich.

### Borussia Dortmund

#### 2011–2013: Cú đúp quốc nội và trận chung kết UEFA Champions League
Vào ngày 5 tháng 5 năm 2011, Gündoğan đã ký hợp đồng bốn năm với một câu lạc bộ Bundesliga khác, Borussia Dortmund. Anh có màn ra mắt vào ngày 23 tháng 7 trong trận DFL-Supercup gặp Schalke 04. Sau trận hòa không bàn thắng tại Veltins-Arena, anh ấy đã ghi bàn đầu tiên trong nỗ lực sút luân lưu, mặc dù Kevin Großkreutz và Ivan Perišić đã bỏ lỡ để mang về chiến thắng cho Schalke.
Vào ngày 17 tháng 12, Gündoğan ghi bàn thắng đầu tiên cho Dortmund trong chiến thắng 4–1 trước SC Freiburg. Anh chơi một lần cho đội dự bị của câu lạc bộ vào ngày 22 tháng 2 năm 2012, được thay thế ở hiệp một bởi Rico Benatelli trong chiến thắng chung cuộc 2–1 trước 1. FC Kaiserslautern II tại Stadion Rote Erde. Vào ngày 20 tháng 3, Gündoğan ghi bàn thắng ở phút thứ 120 để đánh bại Greuther Fürth và đưa Dortmund vào chung kết DFB-Pokal. Anh chơi trọn vẹn trận chung kết vào ngày 12 tháng 5, chiến thắng 5–2 trước Bayern München giúp Dortmund có cú đúp quốc nội đầu tiên.
Trong mùa giải 2012–13, Gündoğan là một trong những nhân vật trung tâm của Borussia Dortmund khi họ lọt vào trận chung kết UEFA Champions League. Anh ấy được khen ngợi vì lối chơi của anh ấy trong hai trận bán kết với Real Madrid. Vào ngày 25 tháng 5 năm 2013, anh ghi bàn gỡ hòa từ chấm phạt đền ở phút 69 để nuôi hy vọng của Dortmund trước Bayern München trong trận Chung kết UEFA Champions League 2013 diễn ra tại Sân vận động Wembley, London. Đây là quả phạt đền đầu tiên của anh ấy trong một trận đấu cho Dortmund. Bayern München tiếp tục giành chiến thắng với tỷ số 2–1.

#### 2013–2016: Gia hạn hợp đồng và chung kết DFB-Pokal

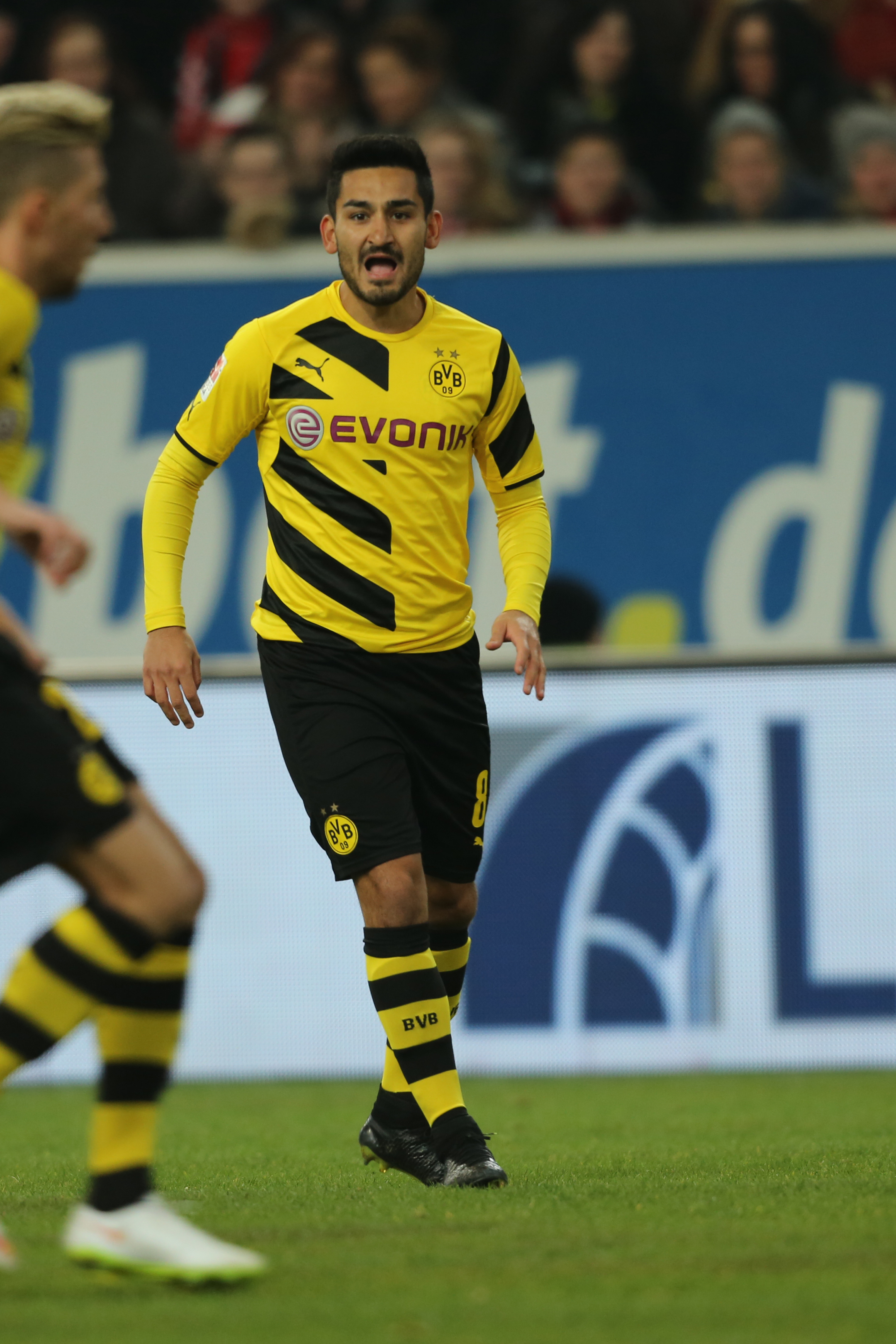
Gündoğan thi đấu cho Borussia Dortmund năm 2014

Gündoğan đã ghi bàn trong 2013 DFL-Supercup vào ngày 27 tháng 7 khi Dortmund giành chiến thắng 4–2 trước kình địch Bayern München. Vào tháng 8, một chấn thương ở lưng trong khi làm nhiệm vụ quốc tế cần phải phẫu thuật, điều này cuối cùng khiến anh ấy phải nghỉ thi đấu cả năm. Vào tháng 4 năm 2014, anh đã ký một hợp đồng mới, giữ anh ở lại câu lạc bộ cho đến năm 2016.
Vào ngày 28 tháng 4 năm 2015, Gündoğan và Sebastian Kehl đã ghi bàn trong chiến thắng ở loạt sút luân lưu trước Bayern München, đưa Dortmund vào Chung kết DFB-Pokal. Hai ngày sau, có thông báo rằng anh ấy và Borussia Dortmund sẽ không gia hạn hợp đồng sau khi hết hạn sau ngày 30 tháng 7 năm 2016. Tuy nhiên, vào ngày 1 tháng 7 năm 2015, anh ấy đã ký gia hạn hợp đồng để giữ anh ấy ở lại câu lạc bộ cho đến khi 2017.

### Manchester City

#### 2016–17: Mùa giải đầu tiên và chấn thương dài hạn
Vào ngày 2 tháng 6 năm 2016, Gündoğan đã ký hợp đồng 4 năm với đội bóng Premier League Manchester City, với mức phí ước tính là 20 triệu bảng. Anh là bản hợp đồng đầu tiên của câu lạc bộ dưới thời cựu huấn luyện viên Bayern München Pep Guardiola. Gündoğan ra mắt lần đầu tiên vào ngày 14 tháng 9, chơi lần đầu tiên sau bốn tháng trong trận đấu vòng bảng UEFA Champions League trên sân nhà trước Borussia Mönchengladbach. City thắng 4–0, và anh ấy được hưởng quả phạt đền do Sergio Agüero thực hiện. Ba ngày sau, Gündoğan đá chính và ghi bàn bằng một cú sút chân phải tầm thấp vào lưới AFC Bournemouth trong chiến thắng 4–0 tại sân vận động Thành phố Manchester. Anh ghi một cú đúp và kiến tạo một bàn thắng cho Agüero vào lưới West Bromwich Albion trong chiến thắng 4–0 tại The Hawthorns vào ngày 29 tháng 10 năm 2016. Anh tiếp tục phong độ ổn định khi ghi hai bàn vào lưới Barcelona trong chiến thắng 3–1 trên sân nhà ở vòng bảng Champions League.
Vào ngày 14 tháng 12, trong một trận đấu ở Premier League với Watford, Gündoğan bị thay ra ở phút 44 do tổn thương dây chằng đầu gối, Guardiola nói rằng anh sẽ phải nghỉ thi đấu vì chấn thương trong vài tháng. Sau đó, người ta xác nhận rằng Gündoğan bị đứt dây chằng chéo ở đầu gối phải và sẽ bỏ lỡ phần còn lại của mùa giải.

#### 2017–22: Những danh hiệu Premier League liên tiếp

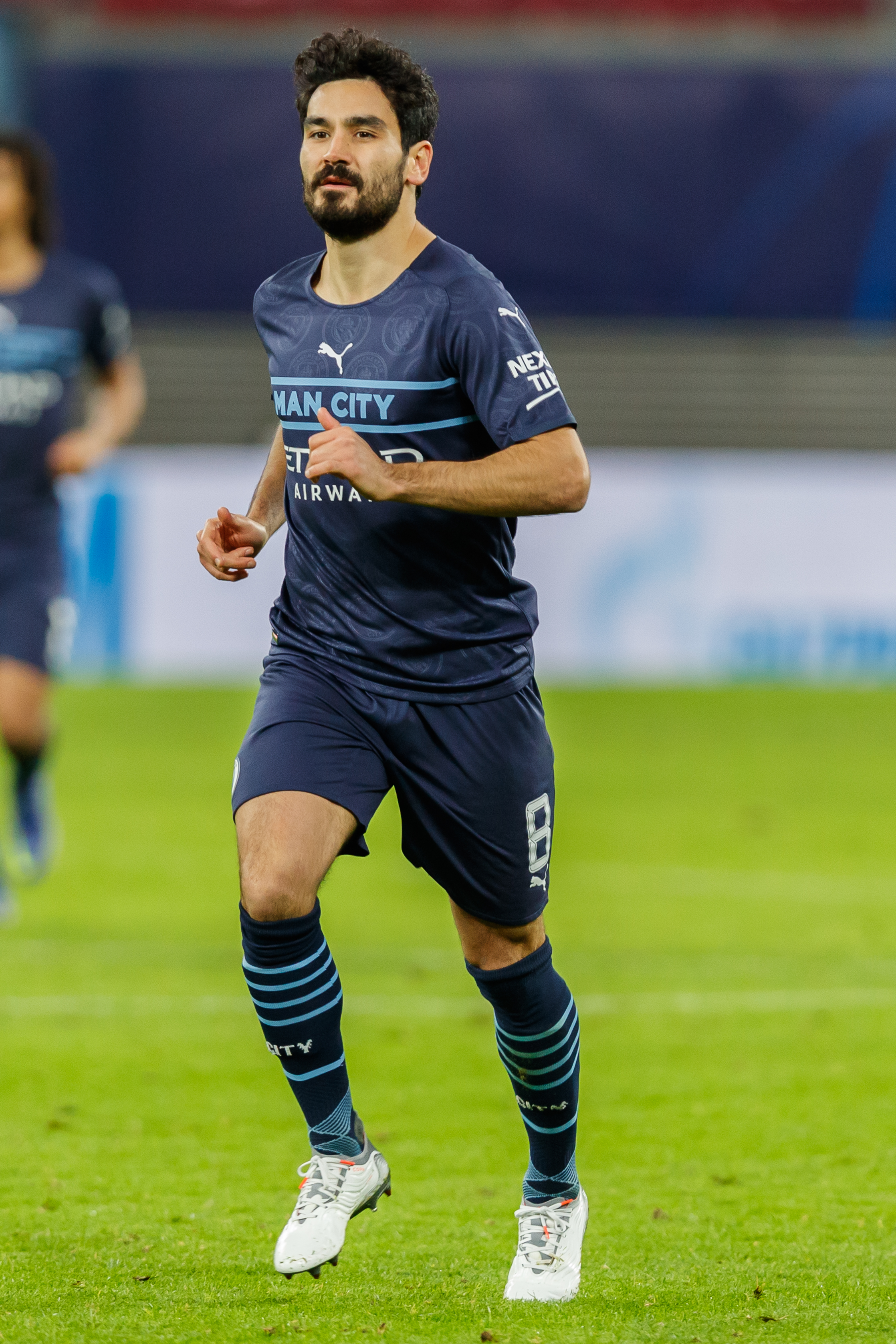
Gündoğan thi đấu cho Manchester City năm 2021

Vào ngày 16 tháng 9 năm 2017, Gündoğan ra sân lần đầu tiên cho Manchester City sau 9 tháng, vào sân thay người trong chiến thắng 6–0 tại Premier League của đội trước Watford. Ba tháng sau, anh ghi bàn thắng đầu tiên trong mùa giải bằng một cú đánh đầu, được kiến tạo bởi Leroy Sané, giúp Man City vượt lên dẫn trước trong chiến thắng 4–1 trước Tottenham Hotspur. Vào ngày 13 tháng 2 năm 2018, anh ghi một cú đúp, mỗi hiệp một bàn, khi Man City đánh bại FC Basel 4–0 trong trận lượt đi trên sân khách ở vòng 16 đội tại Champions League. Vào ngày 4 tháng 3, anh lập hai kỷ lục chuyền bóng ở Premier League trong chiến thắng 1–0 trên sân nhà trước Chelsea: kết quả cho số đường chuyền thực hiện nhiều nhất (174) và số đường chuyền hoàn thành nhiều nhất (167) trong một trận đấu; người nắm giữ cả hai kỷ lục trước đó là đồng đội câu lạc bộ của anh Yaya Touré, người đã hoàn thành 157 đường chuyền từ 168 lần cố gắng chống lại Stoke City vào tháng 12 năm 2011.
Vào tháng 8 năm 2019, anh ký hợp đồng mới có thời hạn 4 năm với Manchester City.
Vào ngày 21 tháng 9 năm 2020, Gündoğan có kết quả xét nghiệm dương tính với COVID-19, nghĩa là anh sẽ phải tự cách ly trong mười ngày. Điều này được thông báo vào cùng ngày diễn ra trận đấu đầu tiên trong mùa giải của Manchester City với Wolverhampton Wanderers. Anh ghi bàn thắng đầu tiên trong mùa giải tại Premier League vào ngày 15 tháng 12 năm 2020 trong trận hòa 1–1 trên sân nhà trước West Bromwich Albion. Vào ngày 7 tháng 2 năm 2021, anh ghi một cú đúp trong chiến thắng 4–1 trên sân khách trước Liverpool, ấn định chiến thắng đầu tiên của Man City tại Anfield kể từ năm 2003.
Vào ngày 12 tháng 2 năm 2021, anh ấy đã nhận được giải thưởng Cầu thủ xuất sắc nhất tháng của Premier League cho những màn trình diễn xuất sắc của anh ấy trong suốt tháng Giêng. Vào ngày 12 tháng 3 năm 2021, anh nhận giải Cầu thủ xuất sắc nhất tháng của Premier League tháng thứ hai liên tiếp, với 4 bàn thắng và 1 pha kiến tạo trong 5 trận. Như vậy, anh đã trở thành cầu thủ đầu tiên của Manchester City giành được các giải thưởng liên tiếp cho câu lạc bộ. Anh kết thúc mùa giải với tư cách là cầu thủ ghi nhiều bàn thắng nhất cho Manchester City trong mùa giải giải đấu hàng đầu với 13 bàn thắng. Vào ngày 29 tháng 5, anh chơi trận Chung kết Champions League thứ hai, và là trận đầu tiên với Manchester City, trận đấu kết thúc với thất bại 0–1 trước Chelsea.
Vào ngày 22 tháng 5 năm 2022, anh ghi hai bàn trong chiến thắng 3–2 trước Aston Villa vào ngày cuối cùng của mùa giải 2021–22 để giành chức vô địch Premier League.

#### 2022–23: Đội trưởng câu lạc bộ
Gündoğan được đồng đội chọn làm đội trưởng câu lạc bộ vào ngày 14 tháng 8 năm 2022, thay thế cho Fernandinho đã ra đi. Vào ngày 6 tháng 5 năm 2023, anh ghi cả hai bàn thắng trong chiến thắng 2–1 trước Leeds United, giúp câu lạc bộ của anh giành chiến thắng thứ 10 liên tiếp tại Premier League 2022–23. Vào ngày 14 tháng 5, Gündoğan ghi hai bàn vào lưới Everton, một trong những bàn thắng của anh ấy là một pha đi bóng khéo léo và bàn còn lại là một quả đá phạt được thực hiện tốt. Guardiola nhận xét rằng cầu thủ này đã thể hiện "nhiều lần phẩm chất và tầm quan trọng của anh ấy". Những màn trình diễn như vậy đã góp công lớn giúp Man City cuối cùng giành chức vô địch Premier League 2022–23.
Vào ngày 3 tháng 6 năm 2023, Gündoğan ghi bàn thắng nhanh nhất trong lịch sử các trận chung kết Cúp FA, với cú vô lê tầm xa trong vòng 12 giây của trận chung kết 2023 với Manchester United. Trận đấu kết thúc với chiến thắng 2–1 cho Man City, khi Gündoğan ghi bàn thắng thứ hai bằng cú vô lê thứ hai. Nhờ màn trình diễn của anh ấy trong trận đấu, anh đã được nhà báo Phil McNulty ca ngợi là "điều kỳ diệu", và được bình chọn là cầu thủ của trận đấu bởi độc giả của BBC Sport. Giữa những tin đồn về khả năng chuyển đến Barcelona hoặc Arsenal, Guardiola khẳng định lại niềm tin của mình rằng Gündoğan nên ở lại, nói rằng giám đốc bóng đá của Manchester City, Txiki Begiristain, đang "làm việc" với một hợp đồng mới cho tiền vệ này. Vào ngày 10 tháng 6, anh giành chức vô địch Champions League đầu tiên sau chiến thắng 1–0 trước Inter Milan trong trận chung kết, trở thành đội trưởng đầu tiên của câu lạc bộ nâng cúp châu Âu. Vào ngày 26 tháng 6, City thông báo về sự ra đi của Gündoğan sau bảy năm.

### Barcelona

Gündoğan thi đấu cho Barcelona năm 2023

Vào ngày 26 tháng 6 năm 2023, câu lạc bộ La Liga Barcelona đã thông báo về việc ký hợp đồng với Gündoğan theo dạng chuyển nhượng tự do cho đến tháng 6 năm 2025.
Cầu thủ người Đức đến Barcelona sau khi giành được rất nhiều thành công với tư cách là đội trưởng của Manchester City, trở thành mục tiêu chính của Barça trong nhiệm vụ bảo vệ danh hiệu La Liga của họ. Gündoğan có thể ra mắt thi đấu cho Blaugranas tại Sân vận động Coliseum Alfonso Pérez, nhưng mặc dù mặc áo số 14 trong các trận đấu trước mùa giải, anh đã chọn số 22 cho số áo thi đấu chính thức của mình, hiện đã bị bỏ trống bởi Raphinha, người sẽ mặc áo số 11.

## Sự nghiệp quốc tế

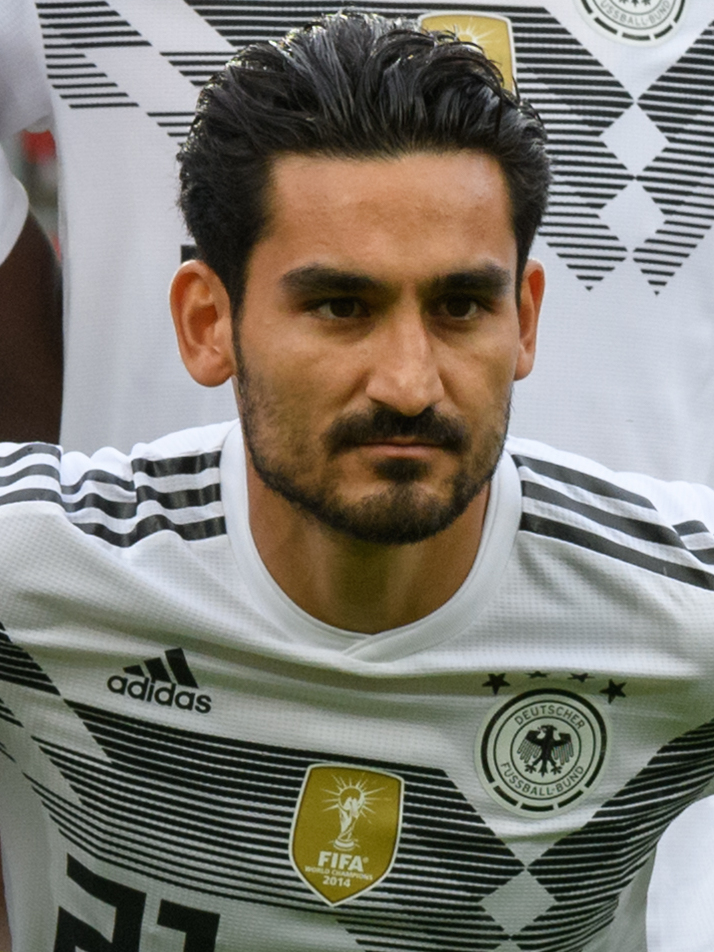
Gündoğan trong màu áo đội tuyển Đức vào năm 2018

Sau nhiều năm chơi cho các đội trẻ khác nhau, Gündoğan lần đầu tiên được gọi vào đội tuyển Đức vào tháng 8 năm 2011 cho trận giao hữu với Brasil, nhưng không góp mặt trong trận đấu. Vào ngày 11 tháng 10, anh có trận ra mắt đội tuyển Đức sau khi vào sân thay cho đội trưởng Philipp Lahm trong 6 phút cuối trận thắng 3–1 trước Bỉ trong trận đấu thuộc vòng loại UEFA Euro 2012 tại Esprit Arena, Düsseldorf.
Vào tháng 5 năm 2012, anh được huấn luyện viên Joachim Löw chọn vào đội hình 23 người của Đức tham dự UEFA Euro 2012 và được trao chiếc áo số hai. Đức lọt vào bán kết, nhưng Gündoğan không góp mặt.
Vào ngày 26 tháng 3 năm 2013, Gündoğan ghi bàn thắng đầu tiên cho Đức trong trận vòng loại FIFA World Cup 2014 với tỷ số 4–1 trước Kazakhstan tại Grundig Stadion, Nuremberg. Anh ghi bàn thắng thứ hai trong trận đấu tiếp theo, một trận giao hữu vào ngày 14 tháng 8 tại Fritz-Walter-Stadion, Kaiserslautern, khi Đức bị dẫn trước 0–2 để hòa 3–3 trước Paraguay. Tuy nhiên, anh đã phải nghỉ thi đấu vì chấn thương lưng trong trận đấu này, khiến anh ấy phải nghỉ thi đấu cả năm, đồng nghĩa với việc anh sẽ bỏ lỡ FIFA World Cup 2014, giải đấu mà Đức vô địch.
Gündoğan trở lại thi đấu quốc tế trong trận giao hữu 2–2 với Úc vào ngày 25 tháng 3 năm 2015. Anh tham gia chiến dịch vòng loại UEFA Euro 2016, ghi bàn trong chiến thắng 7–0 trước Gibraltar vào ngày 14 tháng 6 năm 2015 và trận thắng 3–2 trước Scotland tại Hampden Park vào ngày 7 tháng 9 năm 2015.
Vào ngày 6 tháng 5 năm 2016, Gündoğan được thông báo sẽ không thể tham dự vòng chung kết Euro 2016 do chấn thương. Tuy nhiên, anh đã lọt vào đội hình sơ bộ của đội cho FIFA World Cup 2018 ở Nga được công bố vào tháng 5 năm 2018. Vào ngày 4 tháng 6 năm 2018, Gündoğan được chọn vào đội hình 23 người cuối cùng của Joachim Löw cho World Cup. Ngày 19 tháng 5 năm 2021, anh được chọn vào đội tuyển tham dự UEFA Euro 2020.
Vào ngày 10 tháng 11 năm 2022, Gündoğan có tên trong đội hình 26 người tham dự FIFA World Cup 2022 tại Qatar. Sau khi đội tuyển Đức bị loại ở tứ kết của UEFA Euro 2024, nơi họ là nước chủ nhà, Gundogan từ giã màu áo đội tuyển quốc gia.

## Phong cách thi đấu
Được biết đến với tầm nhìn, tinh thần thi đấu và khả năng lãnh đạo, Gündoğan thường được coi là một trong những tiền vệ xuất sắc nhất của bóng đá thế giới.
Jürgen Klopp, huấn luyện viên cũ của Gündoğan tại Borussia Dortmund, mô tả Gündoğan là một "tiền vệ thông minh và toàn diện với vô số điểm mạnh". Mặc dù Gündoğan đã có một khởi đầu khó khăn ở Dortmund, nơi anh thừa nhận "mọi thứ không diễn ra tốt đẹp như tôi nghĩ", nhưng "sự sẵn sàng học hỏi" và "thái độ tuyệt vời" của anh, theo Klopp, đã cho phép anh chơi một vai trò quan trọng trong sự nghiệp sau này của anh tại câu lạc bộ ở vai trò kiến thiết từ tuyến dưới. Anh có thể hòa nhập với phong cách chơi bùng nổ của Dortmund "bằng cách kết hợp sự sáng tạo và đường chuyền xuất sắc với các thuộc tính phòng thủ và năng lượng không biết mệt mỏi cần thiết". Trong những năm đầu sự nghiệp, nhưng sau đó đã khẳng định mình ở vai trò trung tâm hơn tại Dortmund. Về sự thay đổi vị trí này, anh ấy nhận xét: "Tôi đi đến kết luận rằng chơi rộng không phải là thế mạnh của tôi. Tôi cảm thấy ổn khi chơi ở vị trí tiền vệ phòng ngự hoặc trung tâm, nhưng tôi cũng tin rằng mình có thể giữ vững vị trí của mình với tư cách là một tiền vệ kiến thiết." Trong một hồ sơ của UEFA năm 2016, Philip Röber cũng chỉ ra rằng Gündoğan "xuất sắc trong các đội kiểm soát bóng và có thể điều khiển nhịp độ của một bên."
Tại Manchester City, Gündoğan tiếp tục thể hiện những phẩm chất đa dạng của mình, bao gồm tầm nhìn, tốc độ làm việc, kỹ năng kỹ thuật và tính linh hoạt, bằng cách được bố trí ở nhiều vị trí tiền vệ, bao gồm cả vai trò trấn giữ. Mặc dù anh không làm việc hiệu quả bằng các đồng đội ở hàng tiền vệ khác về mặt thống kê, cụ thể là về số bàn thắng và đường kiến tạo mà anh ấy ghi được, nhưng anh đã được giới truyền thông ca ngợi về khả năng luân chuyển bóng và tạo khoảng trống cho các cầu thủ khác. Tuy nhiên, bất chấp khả năng của mình, anh thường xuyên phải vật lộn với những chấn thương trong suốt sự nghiệp của mình.

## Đời tư
Gündoğan kết hôn với Sara Arfaoui vào năm 2022 và họ có một đứa con trai tên Kais. Em họ của Gündoğan, Naz Aydemir, là một vận động viên bóng chuyền.
Vào tháng 5 năm 2018, Gündoğan đã gặp Tổng thống Thổ Nhĩ Kỳ Recep Tayyip Erdoğan tại London, cùng với Mesut Özil và Cenk Tosun, hai cầu thủ người Đức gốc Thổ Nhĩ Kỳ khác đang sinh sống tại Anh. Gündoğan bị chỉ trích vì gọi Erdoğan là "tổng thống của tôi", mặc dù không phải là công dân Thổ Nhĩ Kỳ. Vụ việc đã gây ra tranh cãi chính trị ở Đức, và Gündoğan đã bị người hâm mộ Đức chế nhạo khi thi đấu cho đội tuyển quốc gia vài tuần sau đó.

## Thống kê sự nghiệp

### Câu lạc bộ
Tính đến 26 tháng 5 năm 2024
| Câu lạc bộ           | Mùa giải            | Giải vô địch        | Giải vô địch | Giải vô địch | Cúp quốc gia | Cúp quốc gia | Cúp liên đoàn | Cúp liên đoàn | Châu lục | Châu lục | Khác | Khác | Tổng cộng | Tổng cộng |
| Câu lạc bộ           | Mùa giải            | Hạng đấu            | Trận         | Bàn          | Trận         | Bàn          | Trận          | Bàn           | Trận     | Bàn      | Trận | Bàn  | Trận      | Bàn       |
| -------------------- | ------------------- | ------------------- | ------------ | ------------ | ------------ | ------------ | ------------- | ------------- | -------- | -------- | ---- | ---- | --------- | --------- |
| VfL Bochum II        | 2008–09             | Regionalliga West   | 2            | 1            | —            | —            | —             | —             | —        | —        | —    | —    | 2         | 1         |
| FC Nürnberg          | 2008–09             | 2. Bundesliga       | 1            | 0            | —            | —            | —             | —             | —        | —        | —    | —    | 1         | 0         |
| FC Nürnberg          | 2009–10             | Bundesliga          | 22           | 1            | 2            | 1            | —             | —             | —        | —        | 2    | 1    | 26        | 3         |
| FC Nürnberg          | 2010–11             | Bundesliga          | 25           | 5            | 1            | 0            | —             | —             | —        | —        | —    | —    | 26        | 5         |
| FC Nürnberg          | Tổng cộng           | Tổng cộng           | 48           | 6            | 3            | 1            | —             | —             | —        | —        | 2    | 1    | 53        | 8         |
| Borussia Dortmund    | 2011–12             | Bundesliga          | 28           | 3            | 5            | 1            | —             | —             | 2        | 0        | 1    | 0    | 36        | 4         |
| Borussia Dortmund    | 2012–13             | Bundesliga          | 28           | 3            | 4            | 0            | —             | —             | 12       | 1        | 1    | 0    | 45        | 4         |
| Borussia Dortmund    | 2013–14             | Bundesliga          | 1            | 0            | 1            | 0            | —             | —             | 0        | 0        | 1    | 1    | 3         | 1         |
| Borussia Dortmund    | 2014–15             | Bundesliga          | 23           | 3            | 4            | 0            | —             | —             | 6        | 0        | 0    | 0    | 33        | 3         |
| Borussia Dortmund    | 2015–16             | Bundesliga          | 25           | 1            | 5            | 1            | —             | —             | 10       | 1        | —    | —    | 40        | 3         |
| Borussia Dortmund    | Tổng cộng           | Tổng cộng           | 105          | 10           | 19           | 2            | —             | —             | 30       | 2        | 3    | 1    | 157       | 15        |
| Borussia Dortmund II | 2011–12             | Regionalliga West   | 1            | 0            | —            | —            | —             | —             | —        | —        | —    | —    | 1         | 0         |
| Manchester City      | 2016–17             | Premier League      | 10           | 3            | 0            | 0            | 0             | 0             | 6        | 2        | —    | —    | 16        | 5         |
| Manchester City      | 2017–18             | Premier League      | 30           | 4            | 3            | 0            | 6             | 0             | 9        | 2        | —    | —    | 48        | 6         |
| Manchester City      | 2018–19             | Premier League      | 31           | 6            | 6            | 0            | 4             | 0             | 8        | 0        | 1    | 0    | 50        | 6         |
| Manchester City      | 2019–20             | Premier League      | 31           | 2            | 4            | 1            | 5             | 0             | 9        | 2        | 1    | 0    | 50        | 5         |
| Manchester City      | 2020–21             | Premier League      | 28           | 13           | 4            | 1            | 2             | 0             | 12       | 3        | —    | —    | 46        | 17        |
| Manchester City      | 2021–22             | Premier League      | 27           | 8            | 4            | 2            | 1             | 0             | 10       | 0        | 1    | 0    | 43        | 10        |
| Manchester City      | 2022–23             | Premier League      | 31           | 8            | 3            | 2            | 3             | 0             | 13       | 1        | 1    | 0    | 51        | 11        |
| Manchester City      | Tổng cộng           | Tổng cộng           | 188          | 44           | 24           | 6            | 21            | 0             | 67       | 10       | 4    | 0    | 304       | 60        |
| Barcelona            | 2023–24             | La Liga             | 36           | 5            | 3            | 0            | —             | —             | 10       | 0        | 2    | 0    | 51        | 5         |
| Tổng cộng sự nghiệp  | Tổng cộng sự nghiệp | Tổng cộng sự nghiệp | 380          | 66           | 49           | 9            | 21            | 0             | 107      | 12       | 11   | 2    | 568       | 89        |

1. ↑  Bao gồm DFB-Pokal, FA Cup
2. ↑  Bao gồm EFL Cup
3. ↑  Ra sân tại Play-off thăng hạng/xuống hạng Bundesliga
4. 1 2 3 4 5 6 7 8 9 10 11  Ra sân tại UEFA Champions League
5. 1 2 3  Ra sân tại DFL-Supercup
6. ↑  Ra sân tại UEFA Europa League
7. 1 2 3 4  Ra sân tại FA Community Shield
8. ↑  Ra sân tại Supercopa de España

### Quốc tế
Tính đến 5 tháng 7 năm 2024
| Đội tuyển quốc gia | Năm       | Trận | Bàn |
| ------------------ | --------- | ---- | --- |
| Đức                | 2011      | 1    | 0   |
| Đức                | 2012      | 3    | 0   |
| Đức                | 2013      | 4    | 2   |
| Đức                | 2015      | 8    | 2   |
| Đức                | 2016      | 4    | 0   |
| Đức                | 2017      | 2    | 0   |
| Đức                | 2018      | 7    | 0   |
| Đức                | 2019      | 8    | 3   |
| Đức                | 2020      | 5    | 1   |
| Đức                | 2021      | 12   | 6   |
| Đức                | 2022      | 12   | 3   |
| Đức                | 2023      | 7    | 1   |
| Đức                | 2024      | 9    | 1   |
| Tổng cộng          | Tổng cộng | 82   | 19  |

Tỷ số của Đức được liệt kê trước, cột tỷ số ghi tỷ số sau mỗi bàn thắng của Gündoğan
| #  | Ngày                 | Địa điểm                                                                 | Trận | Đối thủ       | Tỷ số | Kết quả | Giải đấu                      | Nguồn   |
| -- | -------------------- | ------------------------------------------------------------------------ | ---- | ------------- | ----- | ------- | ----------------------------- | ------- |
| 1  | 26 tháng 3 năm 2013  | Sân vận động Grundig, Nürnberg, Đức                                      | 7    | Kazakhstan    | 3–0   | 4–1     | Vòng loại FIFA World Cup 2014 | [ 90 ]  |
| 2  | 14 tháng 8 năm 2013  | Sân vận động Fritz Walter, Kaiserslautern, Đức                           | 8    | Paraguay      | 1–2   | 3–3     | Giao hữu                      | [ 91 ]  |
| 3  | 13 tháng 6 năm 2015  | Sân vận động Algarve, Faro, Bồ Đào Nha                                   | 11   | Gibraltar     | 3–0   | 7–0     | Vòng loại UEFA Euro 2016      | [ 92 ]  |
| 4  | 7 tháng 9 năm 2015   | Hampden Park, Glasgow, Scotland                                          | 13   | Scotland      | 3–2   | 3–2     | Vòng loại UEFA Euro 2016      | [ 93 ]  |
| 5  | 11 tháng 6 2019      | Opel Arena, Mainz, Đức                                                   | 33   | Estonia       | 4–0   | 8–0     | Vòng loại UEFA Euro 2020      | [ 94 ]  |
| 6  | 13 tháng 10 năm 2019 | Sân vận động Lilleküla, Tallinn, Estonia                                 | 35   | Estonia       | 1–0   | 3–0     | Vòng loại UEFA Euro 2020      | [ 95 ]  |
| 7  | 13 tháng 10 năm 2019 | Sân vận động Lilleküla, Tallinn, Estonia                                 | 35   | Estonia       | 2–0   | 3–0     | Vòng loại UEFA Euro 2020      | [ 95 ]  |
| 8  | 6 tháng 9 năm 2020   | St. Jakob-Park, Basel, Thụy Sĩ                                           | 39   | Thụy Sĩ       | 1–0   | 1–1     | UEFA Nations League 2020–21   | [ 96 ]  |
| 9  | 25 tháng 3 năm 2021  | MSV-Arena, Duisburg, Đức                                                 | 43   | Iceland       | 3–0   | 3–0     | Vòng loại FIFA World Cup 2022 | [ 97 ]  |
| 10 | 31 tháng 3 năm 2021  | MSV-Arena, Duisburg, Đức                                                 | 45   | Bắc Macedonia | 1–1   | 1–2     | Vòng loại FIFA World Cup 2022 | [ 98 ]  |
| 11 | 7 tháng 6 năm 2021   | Merkur Spiel-Arena, Düsseldorf, Đức                                      | 46   | Latvia        | 2–0   | 7–1     | Giao hữu                      | [ 99 ]  |
| 12 | 11 tháng 11 năm 2021 | Volkswagen Arena, Wolfsburg, Đức                                         | 53   | Liechtenstein | 1–0   | 9–0     | Vòng loại FIFA World Cup 2022 | [ 100 ] |
| 13 | 14 tháng 11 năm 2021 | Sân vận động Cộng hòa Vazgen Sargsyan, Yerevan, Armenia                  | 54   | Armenia       | 2–0   | 4–1     | Vòng loại FIFA World Cup 2022 | [ 101 ] |
| 14 | 14 tháng 11 năm 2021 | Sân vận động Cộng hòa Vazgen Sargsyan, Yerevan, Armenia                  | 54   | Armenia       | 3–0   | 4–1     | Vòng loại FIFA World Cup 2022 | [ 101 ] |
| 15 | 14 tháng 6 năm 2022  | Borussia-Park, Mönchengladbach, Đức                                      | 60   | Ý             | 2–0   | 5–2     | UEFA Nations League 2022–23   | [ 102 ] |
| 16 | 26 tháng 9 năm 2022  | Sân vận động Wembley, London, Anh                                        | 62   | Anh           | 1–0   | 3–3     | UEFA Nations League 2022–23   | [ 103 ] |
| 17 | 23 tháng 11 năm 2022 | Sân vận động Quốc tế Khalifa, Al Rayyan, Qatar                           | 64   | Nhật Bản      | 1–0   | 1–2     | FIFA World Cup 2022           | [ 104 ] |
| 18 | 14 tháng 10 năm 2023 | Sân vận động Pratt & Whitney tại Rentschler Field, East Hartford, Hoa Kỳ | 70   | Hoa Kỳ        | 1–1   | 3–1     | Giao hữu                      | [ 105 ] |
| 19 | 19 tháng 6 năm 2024  | MHPArena, Stuttgart, Đức                                                 | 79   | Hungary       | 2–0   | 2–0     | UEFA Euro 2024                | [ 106 ] |

## Danh hiệu

### Câu lạc bộ

#### Borussia Dortmund
- Bundesliga: 2011–12[107]
- DFB-Pokal: 2011–12;[108] á quân: 2014–15[109]
- DFL-Supercup: 2013[110]
- UEFA Champions League á quân: 2012–13[111]

#### Manchester City
- Premier League: 2017–18, 2018–19, 2020–21, 2021–22, 2022–23[2]
- FA Cup: 2018–19,[112] 2022–23[113]
- EFL Cup: 2017–18,[114] 2018–19,[115] 2019–20,[116] 2020–21[117]
- FA Community Shield: 2018,[118] 2019[119]
- UEFA Champions League: 2022–23;[120] á quân: 2020–21[121]

### Cá nhân
- kicker Bundesliga Team of the Season: 2012–13[122]
- ESM Team of the Year: 2012–13,[123] 2020–21[124]
- PFA Premier League Team of the Year: 2020–21[125]
- Premier League Game Changer: 2021–22[2]
- Premier League Player of the Month: January 2021, February 2021[2]
- UEFA Champions League Squad of the Season: 2020–21[126]
- Manchester City Goal of the Season: 2022–23[127]